# Liste der Herrscher des Königreichs Benin

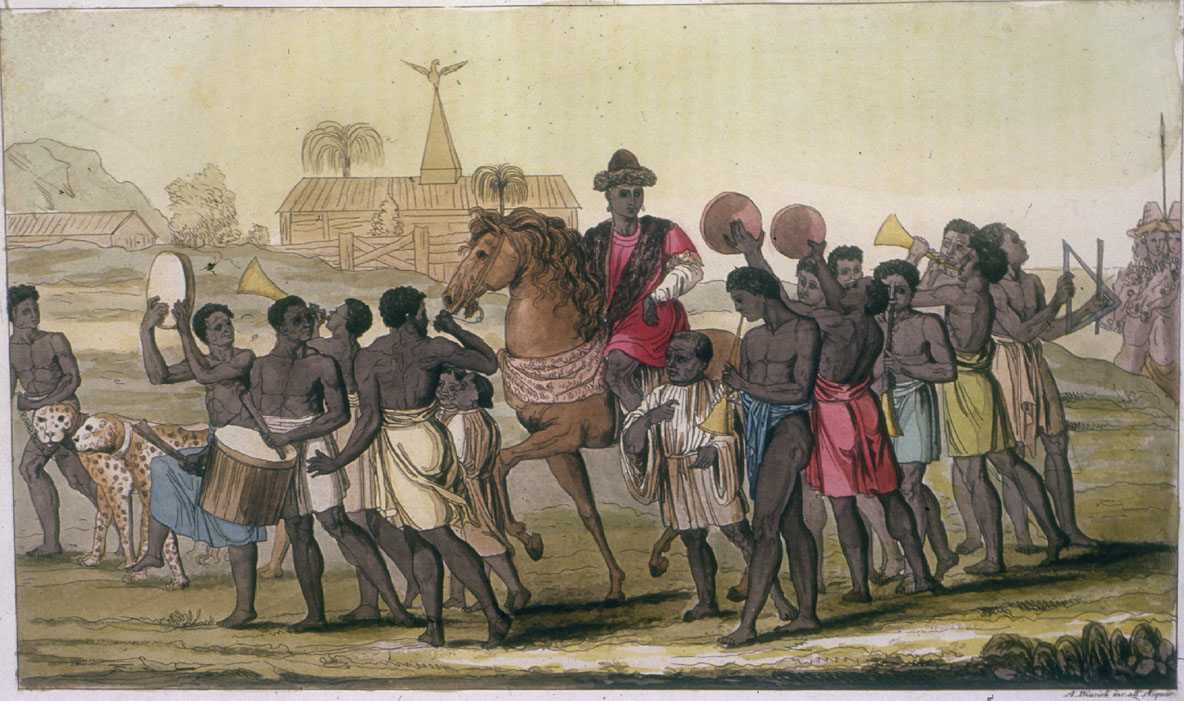
Ausritt des Oba von Benin (Darstellung Mailand 1815–1827) Dach geschmückt mit Türmchen und in Kupfer gegossene Vögel mit ausgebreiteten Flügeln.

Die Herrscher des Königreichs von Benin wurden „Oba“ genannt und regierten ab 1200 nach Christus das Königreich Benin im heutigen Nigeria.